# Pachgaon
 (septembre 2013).
Pachgaon est un village du district de Kolhapur en Inde dans l’État de Maharashtra.

## Démographie
En 2001 d’après le recensement national Indien, Pachgaon avait une population de 11.913 habitants.
Les hommes constituait 53 % de la population et les femmes 47 %.
Pachgaon a un taux moyen d'alphabétisation de 78 %, supérieur à la moyenne nationale qui est de 59,5 % , l'alphabétisation des hommes est de 82 %, et celle des femmes de 74 %.
En Pachgaon, 12 % de la population a moins de six ans.